# 缺齒鼴屬
缺齒鼴屬（学名：Mogera），为哺乳綱鼩鼱亚目鼴科下的一屬，而與齒鼴同科的動物尚有島鼴、北美鼩鼴、巨鼴、星鼻鼴等之數種哺乳動物。
缺齒鼴有42顆牙齒。牙齒排列規格為：{\displaystyle I{3 \over 3}C{1 \over 0}P{4 \over 4}M{3 \over 3}}。

## 外部連結
- Mogera tokudae (Sado Mole, Tokuda's Mole) （页面存档备份，存于） （英文）
- EDGE : Mammal Species Information （页面存档备份，存于） （英文）